# Vallée du Mercure
La vallée du Mercure est un bassin fluvial italien, situé dans la partie méridionale de l'ancienne Lucanie (aujourd'hui la Basilicate) et le nord de la Calabre.

## Géographie
La vallée est arrosée par le fleuve Mercure, qui prend sa source dans la commune de Viggianello, au pied du massif du Pollino. Le même fleuve Mercure, après avoir traversé la vallée du même nom, se jette dans un profond canyon : à partir de ce point, le fleuve est nommé Lao et se jette dans la mer Tyrrhénienne. Le long du fleuve Lao on trouve Papasidero, Orsomarso, et vers l'embouchure, Scalea et Santa Maria del Cedro.

## Flore et faune
La végétation est typiquement méditerranéenne, avec la présence de châtaigniers aux points les plus élevés.
La faune locale est notamment constituée de loutres.

## Paléontologie
La structure géologique appartient aux ères Mésozoïque et Paléogène. Au Pliocène, la vallée fut occupée par un lac.
Les fossiles paléontologiques sont constitués d'Hippopotamidae (Hippotamus), mammouths, éléphants (Mammuthus primigenius), rhinocéros, Hyaenidae, Ursidae, reptiles, tigres.